# Superbike-VM 2000
Superbike-VM 2000 kördes över 12 omgångar och 24 heat.
Regerande världsmästaren och favoriten Carl Fogarty kraschat våldsamt och tvingats avbryta karriären. Amerikanen Colin Edwards, Honda blev världsmästare efter att värste konkurrenten Noriyuki Haga, Yamaha diskats i en deltävling på grund av en otillåten nässpray och fråntagits poäng.

## Delsegrare
| Bana           | Vinnare             | Märke    | Vinnare         | Märke    |
| -------------- | ------------------- | -------- | --------------- | -------- |
| Kyalami        | Colin Edwards       | Honda    | Noriyuki Haga   | Yamaha   |
| Phillip Island | Anthony Gobert      | Bimota   | Troy Corser     | Aprilia  |
| Sugo           | Hitoyasu Izutsu     | Kawasaki | Hitoyasu Izutsu | Kawasaki |
| Donington Park | Colin Edwards       | Honda    | Neil Hodgson    | Ducati   |
| Monza          | Pierfrancesco Chili | Suzuki   | Colin Edwards   | Honda    |
| Hockenheim     | Troy Bayliss        | Ducati   | Noriyuki Haga   | Yamaha   |
| Misano         | Troy Corser         | Aprilia  | Troy Corser     | Aprilia  |
| Valencia       | Troy Corser         | Aprilia  | Noriyuki Haga   | Yamaha   |
| Laguna Seca    | Noriyuki Haga       | Yamaha   | Troy Corser     | Aprilia  |
| Brands Hatch   | Troy Bayliss        | Ducati   | Neil Hodgson    | Ducati   |
| Assen          | Colin Edwards       | Honda    | Noriyuki Haga   | Yamaha   |
| Oschersleben   | Colin Edwards       | Honda    | Colin Edwards   | Honda    |
| Brands Hatch   | John Reynolds       | Ducati   | Colin Edwards   | Honda    |

## Slutställning
| Plats | Förare              | Märke    | Poäng |
| ----- | ------------------- | -------- | ----- |
| 1     | Colin Edwards       | Honda    | 400   |
| 2     | Noriyuki Haga       | Yamaha   | 335   |
| 3     | Troy Corser         | Aprilia  | 310   |
| 4     | Pierfrancesco Chili | Suzuki   | 258   |
| 5     | Akira Yanagawa      | Kawasaki | 247   |
| 6     | Troy Bayliss        | Ducati   | 243   |
| 7     | Ben Bostrom         | Ducati   | 174   |
| 8     | Aaron Slight        | Honda    | 153   |
| 9     | Katsuaki Fujiwara   | Suzuki   | 151   |
| 10    | Gregorio Lavilla    | Kawasaki | 133   |